# Nonea minutiflora
Nonea minutiflora är en strävbladig växtart som beskrevs av H. Riedl. Nonea minutiflora ingår i släktet nonneor, och familjen strävbladiga växter. Inga underarter finns listade i Catalogue of Life.